# Williston (Dakota del Nord)
Williston è una città degli Stati Uniti d'America, capoluogo della Contea di Williams, nello Stato del Dakota del Nord. La sua popolazione secondo le stime del 2006 era di 12.303 abitanti. La città fu fondata del 1887. Williston è importante per una stazione della ferrovia Amtrak sulla linea che da Chicago porta a Seattle e a Portland.

## Geografia fisica
Secondo i rilevamenti dello United States Census Bureau, la città di Williston si estende su una superficie di 18,2 km², dei quali 18,1 km² sono occupati da terre, mentre 0,1 km² sono occupati da acque.
La città si trova molto vicina alla confluenza del fiume Yellowstone con il Missouri.

## Popolazione
Secondo il censimento del 2000, a Williston vivevano 12.512 persone, ed erano presenti 3.205 gruppi familiari. La densità di popolazione era di 693 ab./km². Nel territorio comunale si trovavano 5.912 unità edificate. Per quanto riguarda la composizione etnica degli abitanti, il 93,69% era bianco, lo 0,17% era afroamericano, il 3,65% era nativo, lo 0,24% proveniva dall'Asia e lo 0,02% proveniva dall'Oceano Pacifico. Lo 0,17% della popolazione apparteneva ad altre razze e il 2,06% a due o più. La popolazione di ogni razza ispanica corrispondeva all'1,23% degli abitanti.
Le sei principali ascendenze degli abitanti sono: norvegesi (47,8%), tedeschi (31,6%), irlandesi (9,6%), inglesi (5,8%), svedesi (4,5%) e francesi (4,0%).
Per quanto riguarda la suddivisione della popolazione in fasce d'età, il 25,6% era al di sotto dei 18, il 9,3% fra i 18 e i 24, il 25,8% fra i 25 e i 44, il 22,5% fra i 45 e i 64, mentre infine il 16,8% era al di sopra dei 65 anni di età. L'età media della popolazione era di 38 anni. Per ogni 100 donne residenti vivevano 91,9 maschi.
Siccome molte persone che vivono a Williston non sono residenti, nel 2014 è stato calcolato che le persone che abitavano nella città erano circa 30.000.

## Galleria d'immagini

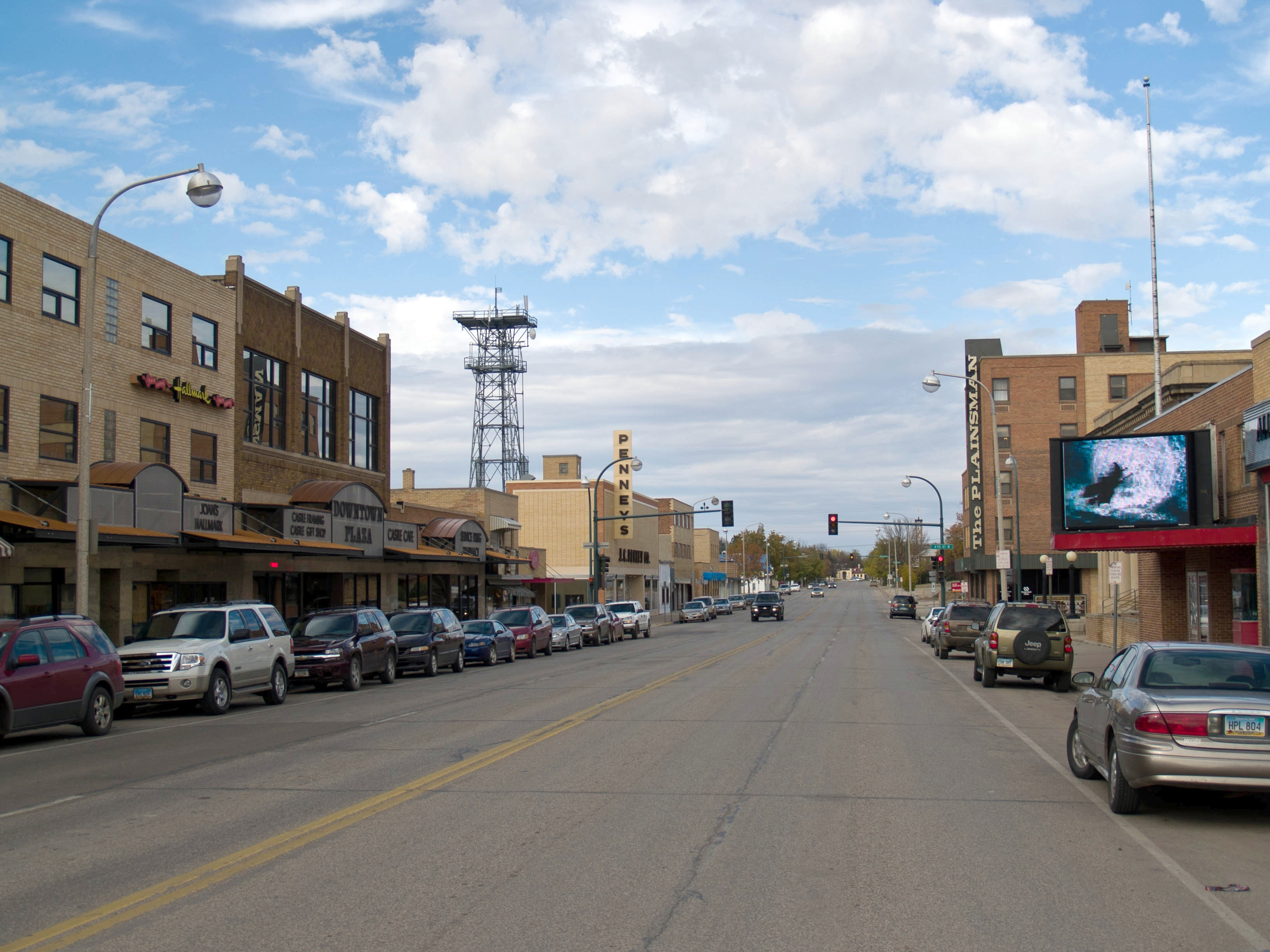
Via centrale della città
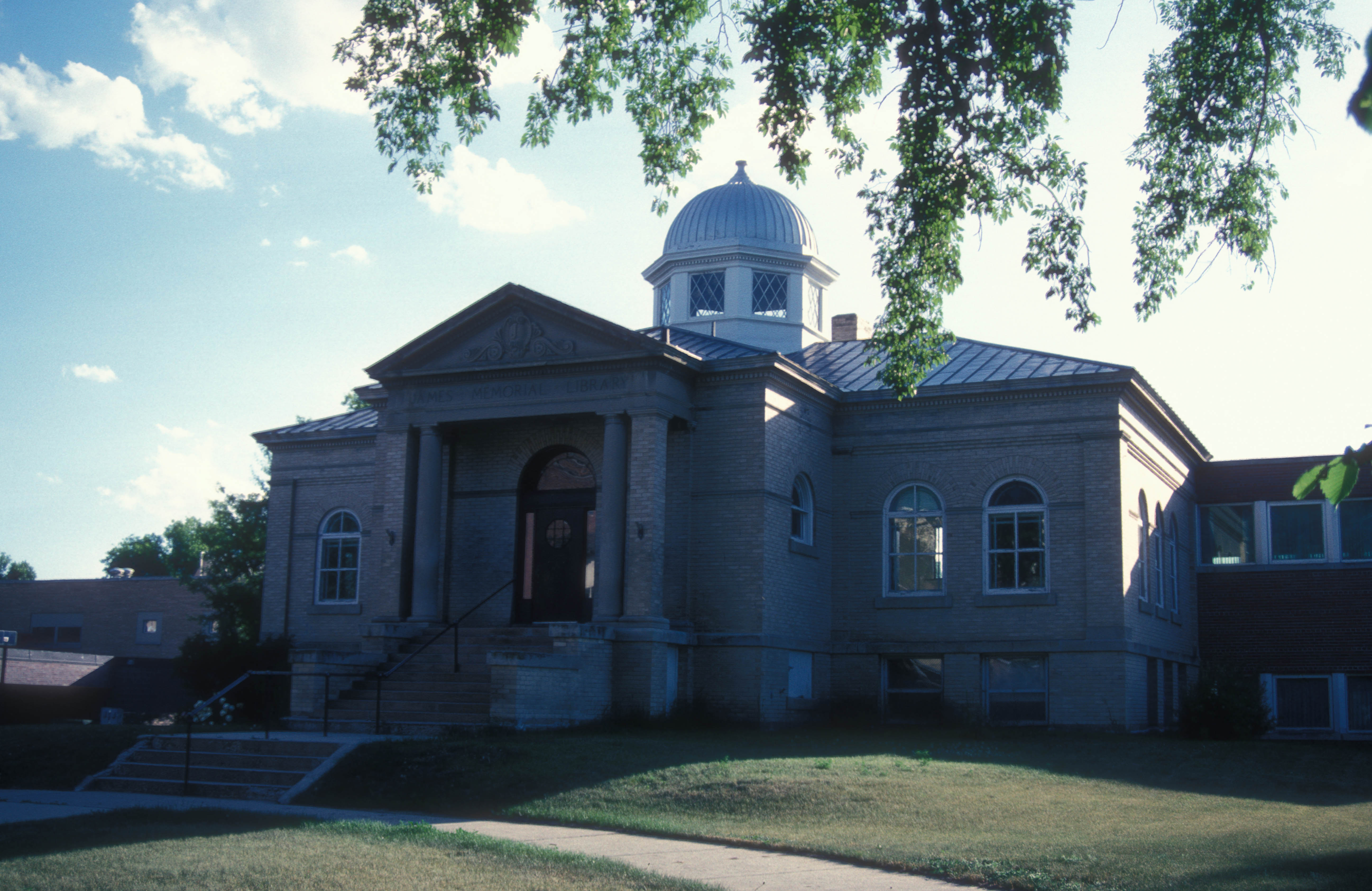
La James memorial Library, costruita nel 1911
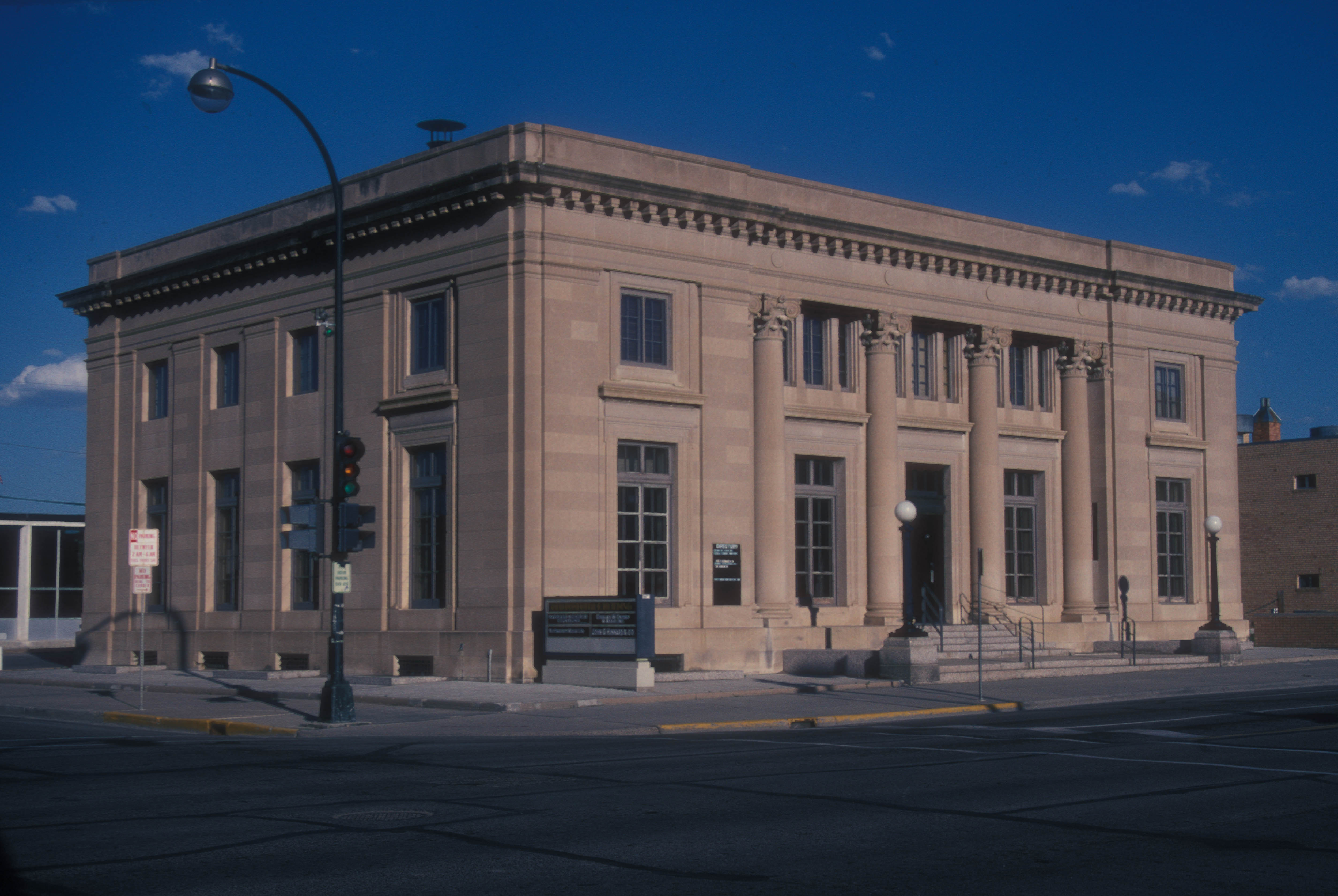
Ufficio postale costruito nel 1915